# Ding-a-dong
"Ding-a-dong" este un cântec al trupei olandeze Teach-In. Țările de Jos au participat cu această piesă la Concursul Muzical Eurovision 1975 și au câștigat concursul. Melodia a fost scrisa de Dick Bakker, Will Luikinga și Eddy Ouwens. Cântecul a ajuns pe locul 1 in clasamentele elvețiene și norvegiene.

## Clasamente
| Clasamente (1975)       | Poziția de vârf |
| ----------------------- | --------------- |
| Swiss Singles Chart     | 1               |
| UK Singles Chart        | 13              |
| Dutch Singles Chart     | 3               |
| Norwegian Singles Chart | 1               |
| Irish Singles Chart     | 8               |
| US Easy Listening       | 22              |